# Вратця
Вра́тця (болг. Вратца) — село в Кюстендильській області Болгарії. Входить до складу общини Кюстендил.

## Населення
За даними перепису населення 2011 року у селі проживали 224 особи.
Національний склад населення села:
| Національність   | Кількість осіб | Відсоток |
| ---------------- | -------------- | -------- |
| болгари          | 213            | 98,2%    |
| цигани           | 4              | 1,8%     |
| турки            | 0              | 0%       |
| інша             | 0              | 0%       |
| не визначились   | 0              | 0%       |
| Всього відповіли | 217            |          |

Розподіл населення за віком у 2011 році:
Динаміка населення: